# Sông Dinh (Bà Rịa – Vũng Tàu)
Sông Dinh là một con sông tại tỉnh Bà Rịa-Vũng Tàu
Sông được bắt nguồn từ hồ Kim Long, xã Kim Long, huyện Châu Đức, chảy theo hướng bắc nam, trên đường có các con suối từ các thị xã Phú Mỹ, huyện Châu Đức đổ vào. Sông chảy qua thành phố Bà Rịa và đổ ra vịnh Gành Rái tại thành phố Vũng Tàu
Sông có chiều dài khoảng 40 km, đoạn thượng nguồn làm ranh giới tự nhiên giữa hai thị xã Phú Mỹ và huyện Châu Đức, đoạn hạ nguồn tại thành phố Vũng Tàu, lòng sông sộng có nhiều cảng biển hoạt động, trong đó có cảng lớn là cảng Cát Lở.